# Colonia romana
Una colonia romana (in latino colonia) era una comunità autonoma, situata in un territorio conquistato da Roma in cui si erano stanziati dei cittadini romani e/o latini, legata da vincoli di eterna alleanza con la madrepatria. Con la definizione di colonia romana si intende sia le sole colonie di diritto romano, sia in senso più ampio, ogni tipo di colonia. La locuzione deduzione di una colonia (in latino deductio) indica la fondazione di una colonia romana e l'invio di coloni romani da insediare in un'area conquistata (secondo l'espressione deducere coloniam). L'uso del termine, composto dal prefisso de- (che indica moto da luogo) e dalla radice del verbo latino ducere (condurre), si spiega con il fatto che nella colonia si stanziavano cittadini romani, ivi condotti dalla madrepatria.

## Origine e sviluppo
L'istituzione della colonia romana si fa risalire ai tempi della sua fondazione e alle prime istituzioni volute da Romolo, e diversamente da quelle greche, comportava la compresenza di coloni romani e quella parte di uomini delle città conquistate che non veniva destinata alla schiavitù.
Alcune colonie erano di nuove fondamenta, quando si intendeva stabilire un nuovo presidio a controllo del territorio. Ma più spesso il governo romano decideva di insediare le persone in una città appena conquistata. Inizialmente servivano da avamposto per controllare un territorio che sarebbe stato ulteriormente colonizzato: in questo senso, il ruolo di Aquileia nell'espansione romana verso il nord est fu importantissimo. 
(Livio, XL, 34.2-3.)
Nell'Età Repubblicana la colonizzazione è uno strumento di espansione e di controllo del territorio. La decisione e la forma di amministrazione viene stabilita dal Senato. Venivano eletti tre magistrati che dovevano sovrintendere al progetto; questi triumviri selezionavano i nuovi cittadini che si candidavano al trasferimento e li guidavano, come se fossero un esercito, nel luogo dove dovevano iniziare una nuova vita.
Verso la fine della Repubblica romana, dopo il 133 a.C., la natura della colonizzazione iniziò a cambiare: fino ad allora, le colonie erano state prevalentemente strumenti militari. I tribuni iniziarono, da quel momento, a proporre progetti di legge di riforma, il cui scopo era sostenere il proletariato urbano ed i veterani dell'esercito romano, destinati a spostarsi nel territorio in nuove colonie destinate a insediamenti agricoli. Tra queste Tarentum fu rifondata nel 122, e un anno dopo il tribuno Gaio Tiberio Gracco fondò la prima colonia fuori dall'Italia: Colonia Iunonia - una rifondazione di Cartagine. Nel 118 Narbo Martius (l'odierna Narbonne) fu la prima colonia della Gallia. In questo modo, inoltre, si riduceva la pressione demografica dell'Urbe. Tre le colonie destinate ai veterani, un esempio è Pompei che fu reinsediata con i veterani di Silla nell'80 e da allora in poi fu conosciuta come Colonia Veneria Cornelia Pompeianorum e Faesulae.
Le nuove fondazioni, con gli stessi scopi proseguono in Età imperiale, ove però le colonie costituirono per le diverse realtà etniche conquistate vetrine della cultura romana ed esempi dello stile di vita romano.

## Amministrazione
Esistevano diversi tipi di colonia. I più importanti erano le colonie romane e le colonie di diritto latino.

### Colonia di diritto romano
Gli abitanti di una colonia romana erano cittadini di Roma (colonia civium Romanorum) e godevano quindi del riconoscimento di tutti i diritti legati a questa condizione. Erano inviati per controllare una zona di rilevanza strategico-militare. La procedura costitutiva prevedeva che una commissione (i tresviri coloniae deducendae) guidasse i coloni presso il luogo assegnato, assegnando ad ogni capofamiglia un lotto di terra. Al centro di quest'area sorgeva la città. I coloni erano poi esenti dal servizio militare, ma dovevano presidiare e difendere il territorio assegnato contro le minacce interne ed esterne.
L'amministrazione della città era controllata direttamente da Roma. Erano per lo più fondate a contatto con l'ager Romanus o in prossimità delle coste, per la difesa del litorale. Queste ultime (7-8 al massimo: Ostia, Anzio, Terracina, Minturnae, Sinuessa, Sena Gallica e Castrum Novum) avevano però una consistenza demografica molto ridotta, composte al massimo da 300 familiae.

### Colonia di diritto latino
Erano invece 17 le colonie latine nel 291 a.C., destinate a vigilare i punti fondamentali della federazione romana e legate tutte a Roma da trattati. Erano quindi formate anche da ex cittadini che spesso le preferivano alle colonie romane, pur sapendo che, seppur mantenevano i diritti civili, la lontananza da Roma ne avrebbe reso difficile il loro utilizzo. L'appartenere ad una colonia latina spesso consentiva di migliorare il proprio status sociale, grazie al fatto di ricevere importanti porzioni di terra, entrando a far parte di un importante centro cittadino di recente fondazione. Si trattava di centri più popolosi rispetto alle colonie romane, formati da non meno di 2.500 fino a un massimo di 20.000 famiglie. La caratteristica di queste colonie era che, di fronte alla richiesta anche di un singolo colono di essere reintegrato nel precedente stato giuridico di cittadino romano, bastava trasferirsi nell'Urbe e far richiesta di fronte ad un censore, per divenire o tornare ad essere un cittadino romano. Potevano, pertanto, da questo momento in poi dare il proprio voto nelle varie assemblee, anche se solo in un collegio a sorte per volta.
Si trattava di nuove entità statali, con magistrati locali, autonomia amministrativa e, in alcuni casi, con l'emissione di monete, ma comunque con l'obbligo di fornire, in caso di guerra, l'aiuto richiesto da Roma secondo la formula togatorum. Gli abitanti delle colonie latine non erano cives Romani optimo iure, ma possedevano lo ius connubii e lo ius commercii secondo i diritti del Nomen Latinum. Le colonie venivano dedotte secondo il diritto latino sia come forma di controllo della diffusione della cittadinanza romana (in quanto considerata superiore a tutte le altre), sia per motivi pragmatici: non essendo direttamente governate da Roma come le colonie di diritto romano, ma avendo magistrati propri, potevano meglio e più velocemente prendere decisioni per difendersi da pericoli imminenti. Tra queste ricordiamo quelle fondate dopo la sconfitta definitiva degli Equi, a Carsioli molto probabilmente nel 304 a.C., da cui era nata la tribù Aniensis, e ad Alba Fucens nel 303 a.C.
Le colonie erano rette dai duoviri, da un senato locale e da un'assemblea popolare. In età imperiale alcune città si arrogarono il titolo di colonia pur non possedendolo, perché questo titolo era diventato un privilegio di pochi municipia.

## Elenco colonie romane

### In età regia
| Nome latino | Nome moderno | anno/i                | provincia o regione augustea | altro |
| ----------- | ------------ | --------------------- | ---------------------------- | ----- |
| Fidene      |              | 745 a.C.-737/736 a.C. | Latium vetus                 |       |
| Cameria     |              | 737/736 a.C.          | Latium vetus                 |       |

### In età repubblicana
| Nome latino                      | Nome moderno                                      | anno/i                            | provincia o regione augustea     | altro |
| -------------------------------- | ------------------------------------------------- | --------------------------------- | -------------------------------- | --- |
| Fanum Fortunae/Julia Fanestris   | Fano                                              | ?                                 | Regio VI Umbria et ager Gallicus | Benché non vi sia una certa data di fondazione per la colonia di Fanum Fortunae, l'erezione del Tempio della Fortuna (attorno al quale fu edificata la città) è stata ipotizzata intorno al 390 a.C. (dopo una vittoriosa battaglia sul Metauro in cui il dittatore Furio Camillo sconfisse le forze galliche di Brenno dopo il Sacco di Roma), al 284 (dopo una vittoriosa battaglia presso Marotta che portò alla fuga definitiva dei Senoni dall'Ager Gallicus) o al 207 a.C. (in seguito alla Battaglia del Metauro). Intorno al 9 d.C. fu rinominata da Augusto Colonia Julia Fanestris. |
| Ostia                            | Ostia                                             | 338 a.C.                          | Regio I Latium et Campania       | Rifondata |
| Antium                           | Anzio e Nettuno                                   | 338 a.C.                          | Regio I Latium et Campania       | Rifondata nel territorio dei Volsci |
| Cales                            | Calvi Risorta                                     | 335 a.C.                          | Regio I Latium et Campania       | Ausoni |
| Anxur                            | Terracina                                         | 329 a.C.                          | Regio I Latium et Campania       | Nel paese dei Volsci |
| Canusium                         | Canosa di Puglia                                  | 89 a.C.                           | Regio II Apulia et Calabria      | |
| Luceria                          | Lucera                                            | 314 a.C.                          | Regio II Apulia et Calabria      | municipio nel 90 a.C. e successivamente capitale provinciale |
| Sora                             | Sora                                              | 303 a.C.                          | Regio I Latium et Campania       | |
| Minturnae                        | Minturno                                          | 296 a.C.                          |                                  | Nel paese degli Aurunci |
| Venusia                          | Venosa                                            | 291 a.C.                          | Regio II Apulia et Calabria      | 20.000(ventimila!) coloni. Dall'88 a.C.municipio assegnato alla tribus Horatia. |
| Castrum Novum Picenii            | Giulianova                                        | tra il 290/286 a.C. e il 264 a.C. | Regio V Picenum                  | Tra i Piceni |
| Hatria                           | Atri                                              |                                   | Regio Abruzzese                  | |
| Sena Gallica                     | Senigallia                                        | 289 a.C.                          | Regio VI Umbria et ager Gallicus | |
| Paestum                          | Paestum                                           | 273 a.C.                          | Regio I Latium et Campania       | |
| Cosa                             | Ansedonia                                         | 273 a.C.                          | Regio VII Etruria                | |
| Beneventum                       | Benevento                                         | 268 a.C.                          | Regio IV Samnium                 | |
| Ariminum                         | Rimini                                            | 268 a.C.                          | Regio VIII Aemilia               | |
| Aesernia                         | Isernia                                           | 263 a.C.                          | Regio IV Samnium                 | |
| Brundisium                       | Brindisi                                          | 244 a.C.                          | Regio II Apulia et Calabria      | |
| Mediolanum                       | Milano                                            | 222 a.C.?                         | Regio XI Transpadana             | colonia nell'89 a.C. e municipio nel 49 a.C. |
| Placentia                        | Piacenza                                          | 218 a.C.                          | Regio VIII Aemilia               | |
| Cremona                          | Cremona                                           | 218 a.C.                          | Regio X Venetia et Histria       | |
| Volturnum                        | Castel Volturno                                   | 197-192 a.C.                      | Regio I Latium et Campania       | |
| Liternum                         | Lago Patria (Giugliano in Campania)               | 197-192 a.C.                      | Regio I Latium et Campania       | |
| Puteoli                          | Pozzuoli                                          | 197-192 a.C.                      | Regio I Latium et Campania       | |
| Salernum                         | Salerno                                           | 197-192 a.C.                      | Regio I Latium et Campania       | |
| Sipontum                         | Manfredonia                                       | 197-192 a.C.                      | Regio II Apulia et Calabria      | |
| Buxentum                         | Policastro Bussentino                             | 197-192 a.C.                      | Regio II Apulia et Calabria      | |
| Brixia                           | Brescia                                           | 196 a.C.                          | Regio X Venetia et Histria       | |
| Copia                            | Sibari                                            | 193 a.C.                          | Regio III Lucania et Bruttii     | Colonia di diritto latino. I coloni erano 3.000 fanti che ricevettero 20 iugeri ciascuno, e 300 cavalieri che ricevettero 40 iugeri.(Liv.35.9.7-8) |
| Croto                            | Crotone                                           | 194 a.C.                          | Regio III Lucania et Bruttii     | Colonia di diritto romano (Liv. 34, 45, 4-5.) |
| Tempsa                           | Sulla costa tirrenica tra Amantea e Lamezia Terme | 194 a.C.                          | Regio III Lucania et Bruttii     | Colonia di diritto romano (Liv. 34, 45, 4-5.) |
| Valentia                         | Vibo Valentia                                     | 192 a.C.                          | Regio III Lucania et Bruttii     | Colonia di diritto latino. I coloni erano 3.700 fanti che ricevettero 15 iugeri ciascuno, e 300 cavalieri che ricevettero 30 iugeri. (Liv.35.40.5-6) |
| Bononia                          | Bologna                                           | 189 a.C.                          | Regio VIII Aemilia               | |
| Pisaurum                         | Pesaro                                            | 184 a.C.                          | Regio VI Umbria et ager Gallicus | |
| Potentia Romanorum               | Potenza                                           | 184 a.C.                          | Regio III Lucania et Bruttii     | |
| Mutina                           | Modena                                            | 183 a.C.                          | Regio VIII Aemilia               | |
| Parma                            | Parma                                             | 183 a.C.                          | Regio VIII Aemilia               | |
| Aquileia                         | Aquileia                                          | 181 a.C.                          | Regio X Venetia et Histria       | I coloni erano 3.000 fanti (che ricevettero 50 iugeri ciascuno), centurioni (100 iugeri) e cavalieri (150 iugeri). |
| Gravisca                         | Porto Clementino                                  | 181 a.C.                          |                                  | |
| Luna                             | Luni                                              | 177 a.C.                          | Regio VII Etruria                | |
| Pollentia                        | Pollenzo                                          | 125 a.C./123 a.C.                 | Regio IX Liguria                 | |
| Vardacate                        | Casale Monferrato                                 | 125 a.C./123 a.C.                 | Regio IX Liguria                 | |
| Hasta                            | Asti                                              | 123 a.C.-118 a.C.                 | Regio IX Liguria                 | |
| Dertona                          | Tortona                                           | 123 a.C.-118 a.C.                 | Regio IX Liguria                 | |
| Narbo Martius                    | Narbona                                           | 118 a.C.                          | Gallia Narbonense                | |
| Uchi Maius                       | Hanshir ad Dawamis                                | Gaio Mario                        | Africa Vetus                     | |
| Eporedia                         | Ivrea                                             | 100 a.C.                          | Regio XI Transpadana             | |
| Alba Pompeia                     | Alba                                              | 89 a.C.                           | Regio IX Liguria                 | municipio tra il 49 a.C. ed il 45 a.C. |
| Laus Pompeia                     | Lodi Vecchio                                      | 89 a.C.                           | Regio XI Transpadana             | municipio nel 49 a.C. |
| Nicopolis                        | Koyulhisar                                        | 65 a.C.                           | Bitinia e Ponto                  | Durante l'ultima fase della terza guerra mitridatica, Gneo Pompeo Magno decise di fondare la città diNicopoli, nel luogo dove aveva sconfitto in battaglia Mitridate (in Armenia Minore). Qui egli inviò ad abitarla quei soldati che erano ancora feriti o in età avanzata (veterani). |
| Karalis                          | Cagliari                                          | ?                                 | Sardegna e Corsica               | municipio nel 48 a.C. |
| Philippi                         | Filippi                                           | 48-47 a.C.                        | Macedonia                        | |
| Cnossus                          | Cnosso                                            | 48-47 a.C.                        | Creta                            | |
| Sinope                           | Sinop                                             | 47 a.C.                           | Bitinia e Ponto                  | |
| Arelate                          | Arles                                             | 46 a.C.                           | Gallia Narbonense                | |
| Thabraca                         | Tabarka                                           | 46-44 a.C.                        | Africa proconsolare              | |
| Hippo Diarrhytus                 | Biserta                                           | 46-44 a.C.                        | Africa proconsolare              | |
| Thuburbo Minor                   | Henchir Menzel El Gorschi                         | 46-44 a.C.                        | Africa proconsolare              | |
| Uthina (nei pressi di Cartagine) | Udhnah                                            | 46-44 a.C.                        | Africa proconsolare              | |
| Clupea                           | Kélibia                                           | 46-44 a.C.                        | Africa proconsolare              | |
| Carpis                           |                                                   | 46-44 a.C.                        | Africa proconsolare              | |
| Curubis                          | Korba                                             | 45 a.C.                           | Africa proconsolare              | |
| Neapolis                         | Nabeul                                            | 46-44 a.C.                        | Africa proconsolare              | |
| Colonia Iulia Turris Libisonis   | Porto Torres                                      | 46 a.C.                           | Sardegna e Corsica               | |
| Carthago Nova                    | Cartagena                                         | 45 a.C.                           | Tarraconense                     | Fondata da Gaio Giulio Cesare |
| Tarraco                          | Tarragona                                         | 45 a.C.                           | Tarraconense                     | |
| Olisipo                          | Lisbona                                           | ?                                 | Lusitania                        | 45 a.C. (municipio?) |
| Gades                            | Cadice                                            | 45 a.C.                           | Betica                           | |
| Narbo Martius                    | Narbona                                           | 45 a.C.                           | Gallia Narbonense                | nuovi veterani |
| Carthago                         | Cartagine                                         | 44 a.C.                           | Africa proconsolare              | |
| Corinthus                        | Corinto                                           | 44 a.C.                           | Achaia                           | |
| Arretium                         | Arezzo                                            | Cesare                            | Regio VII Etruria                | |
| Castrum Novum                    | Santa Marinella                                   | Cesare                            | Regio VII Etruria                | |
| Lucus Feroniae                   | Capena                                            | Cesare                            | Regio VII Etruria                | |
| Apta                             | Apt                                               | Cesare                            | Gallia Narbonense                | |
| Carcaso                          | Carcassonne                                       | Cesare                            | Gallia Narbonense                | |
| Vienna                           | Vienne (Francia)                                  | Cesare                            | Gallia Narbonense                | |
| Lugdunum                         | Lione                                             | 43 a.C.                           | Gallia Lugdunense                | |
| Ancona                           | Ancona                                            | post 42 a.C.                      | Regio V Picenum                  | |
| Arausio                          | Orange                                            | 40-36 a.C.                        | Gallia Narbonense                | |
| Sicca Veneria                    | Le Kef                                            | 40-36 a.C.                        | Numidia                          | |
| Cirta                            | Costantina                                        | 40-36 a.C.                        | Numidia                          | |
| Banasa                           | Sidi Ali Bou Djenoun                              | 40-36 a.C.                        | Mauretania Tingitana             | |
| Babba                            |                                                   | 40-36 a.C.                        | Mauretania Tingitana             | |
| Zilil                            | Dechra Jdid                                       | 40-36 a.C.                        | Mauretania Tingitana             | |
| Tingi                            | Tangeri                                           | 38 a.C.                           | Mauretania Tingitana             | |
| Utica                            | Utique                                            | 36 a.C.                           | Africa proconsolare              | |
| Tauromenium                      | Taormina                                          | 36 a.C.                           | Sicilia                          | |
| Catina                           | Catania                                           | 21 a.C.                           | Sicilia                          | |
| Syracusæ                         | Siracusa                                          | 21 a.C.                           | Sicilia                          | |
| Thermæ                           | Termini Imerese                                   | 21 a.C.                           | Sicilia                          | |
| Tyndaris                         | Tindari                                           | 21 a.C.                           | Sicilia                          | |

### In età imperiale
Sappiamo che Augusto riordinò il nuovo sistema amministrativo provinciale anche grazie alla creazione di ventotto colonie e numerosi municipi che favorirono la romanizzazione dell'intero bacino del Mediterraneo.
| Località latina                                                            | località moderna          | anno/i                | provincia o regioni augustee | altro                                                 |
| -------------------------------------------------------------------------- | ------------------------- | --------------------- | ---------------------------- | ----------------------------------------------------- |
| Beneventum                                                                 | Benevento                 | Augusto               | Regio II Apulia et Calabria  | nuova colonizzazione                                  |
| Parma                                                                      | Parma                     | Augusto               | Regio VIII Aemilia           | nuova colonizzazione                                  |
| Caesaraugusta                                                              | Saragozza                 | Augusto(14 a.C.?)     | Tarraconense                 | nuova colonizzazione                                  |
| Volterra                                                                   | Volterra                  | Augusto               | Regio VII Etruria            | nuova colonizzazione?                                 |
| Nemausus                                                                   | Nîmes                     | Augusto (15 a.C.?)    | Gallia Narbonense            |                                                       |
| Reii Apollinaris                                                           | Riez                      | Augusto (15 a.C.?)    | Gallia Narbonense            |                                                       |
| Thuburnica                                                                 |                           | Augusto               | Numidia                      |                                                       |
| Simitthu                                                                   | Shimtu                    | Augusto               | Numidia                      |                                                       |
| Assuras                                                                    | Az Zunfur                 | Augusto               | Africa proconsolare          |                                                       |
| Igilgili                                                                   | Jijel                     | Augusto               | Mauretania Caesariensis      |                                                       |
| Saldae                                                                     | Béjaïa                    | Augusto               | Mauretania Caesariensis      |                                                       |
| Tubusuctu                                                                  | El Kseur                  | Augusto               | Mauretania Caesariensis      |                                                       |
| Rusazu                                                                     | Tizi Tharoust             | Augusto               | Mauretania Caesariensis      |                                                       |
| Rusguniae                                                                  | Matifu                    | Augusto               | Mauretania Caesariensis      |                                                       |
| Aquae Calidae Mauretaniae                                                  | Hamman Rirha              | Augusto               | Mauretania Caesariensis      |                                                       |
| Zuccabar                                                                   | Affreville                | Augusto               | Mauretania Caesariensis      |                                                       |
| Gunugu                                                                     |                           | Augusto               | Mauretania Caesariensis      |                                                       |
| Cartenna                                                                   | Mostaganem                | Augusto               | Mauretania Caesariensis      |                                                       |
| Germe                                                                      | Masut                     | Augusto               | Galatia                      |                                                       |
| Lystra                                                                     | Katin Serai               | 25 a.C.               | Asia                         |                                                       |
| Antiochia Pisidiae                                                         | Yalvac                    | 25 a.C.               | Pisidia                      |                                                       |
| Emerita Augusta                                                            | Santa Lucia del Trampal   | 25 a.C.               | Betica                       |                                                       |
| Caesarea                                                                   | Cherchell                 | Claudio               | Mauretania Caesariensis      |                                                       |
| Narbo Martius                                                              | Narbona                   | Claudio               | Gallia Narbonense            | nuova colonizzazione                                  |
| Augusta Treverorum                                                         | Treviri                   | Claudio               | Gallia Belgica               |                                                       |
| Colonia Agrippina                                                          | Colonia                   | Claudio               | Germania inferiore           |                                                       |
| Apri                                                                       |                           | Claudio               | Tracia                       |                                                       |
| Rusadir                                                                    | Melilla                   | Vespasiano            | Mauretania Tingitana         |                                                       |
| Sirmium                                                                    | Sremska Mitrovica         | Vespasiano            | Pannonia inferiore           | capitale della Pannonia prima della divisione         |
| Corinthus                                                                  | Corinto                   | Vespasiano            | Achaia                       | nuova colonizzazione                                  |
| Thamugadi                                                                  | Timgad                    | 100                   | Numidia-Africa proconsolare  |                                                       |
| Theveste                                                                   | Tébessa                   | 100 circa             | Numidia-Africa proconsolare  |                                                       |
| Ulpia Traiana Sarmizegetusa                                                | Sarmizegetusa (Hunedoara) | 106                   | Dacia                        |                                                       |
| Hadrumetum (Colonia Concordia Ulpia Traiana Augusta Frugifera Hadrumetina) | Susa                      | sotto Traiano (98-117 | Africa proconsolare          |                                                       |
| Aelia Augusta Aeclanum                                                     | Mirabella Eclano          | 120 circa             | Regio II Apulia et Calabria  |                                                       |
| Utica                                                                      | Utique                    | Adriano               | Africa proconsolare          | nuova colonizzazione                                  |
| Tipasa                                                                     |                           | Adriano               | Mauretania Tingitana         |                                                       |
| Apta                                                                       | Apt                       | Adriano               | Gallia Narbonense            | nuova colonizzazione                                  |
| Banasa                                                                     | Sidi Ali Bou Djenoun      | Marco Aurelio         | Mauretania Tingitana         | nuovi insediamenti                                    |
| Apulum                                                                     | Alba Iulia                | Commodo               | Dacia                        | municipio sotto Marco Aurelio e sotto Settimio Severo |
| Thuburbo Maior                                                             | Henchir el Kasba          | Commodo               | Africa proconsolare          |                                                       |
| Auzia                                                                      | Sour el Ghozlane          | Settimio Severo       | Mauretania Caesariensis      |                                                       |
| Aquincum                                                                   | Budapest                  | 194                   | Pannonia inferiore           | capitale provinciale                                  |
| Nisibis                                                                    | Nusaybin                  | 197                   | Mesopotamia                  |                                                       |
| Carthago                                                                   | Cartagine                 | Caracalla             | Africa proconsolare          | nuova colonizzazione                                  |
| Carnuntum                                                                  | Petronell-Carnuntum       | Caracalla             | Pannonia superiore           | capitale provinciale                                  |
| Brigetio                                                                   | Komárom                   | Caracalla/Eliogabalo  | Pannonia inferiore           |                                                       |
| Edessa                                                                     | Urfa                      | Caracalla (216?)      | Mesopotamia                  |                                                       |
| Viminacium                                                                 | Kostolac                  | Gordiano III          | Mesia superiore              | capitale provinciale                                  |